# Riddle Box
Riddle Box è il terzo album in studio del gruppo Horrorcore Insane Clown Posse. È stato pubblicato il 10 ottobre del 1995. Gli Insane Clown Posse, nel 1995, firmarono un contratto con la Jive Records controllata dalla Battery Records.

## Tracce
1. Intro"
2. "Riddle Box"
3. "The Show Must Go On"
4. "Chicken Huntin' (Slaughter House Mix)"
5. "Interview"
6. "Toy Box"
7. "Cemetery Girl"
8. "3 Rings"
9. "Headless Boogie"
10. "The Joker's Wild"
11. "Dead Body Man"
12. "Lil' Somthin' Somthin'"
13. "Ol' Evil Eye"
14. "12"
15. "The Killing Fields"
16. "I'm Coming Home"

## Formazione
- Violent J – voce
- Shaggy 2 Dope – voce, turntables
- Mike E. Clark – turntables, produttore
- Rich Murrell - voce, chitarra